# Stefano Davanzati
Stefano Davanzati (Livorno, 5 marzo 1957) è un attore cinematografico italiano.

## Filmografia

### Cinema
- Porco mondo, regia di Sergio Bergonzelli (1978)
- Grand Hotel Excelsior, regia di Castellano e Pipolo (1982)
- L'ultimo guerriero, regia di Romolo Guerrieri (1984)
- L'allenatore nel pallone, regia di Sergio Martino (1984)
- La venexiana, regia di Mauro Bolognini (1985)
- Mosca addio, regia di Mauro Bolognini (1986)
- Cartoline italiane, regia di Memè Perlini (1987)
- Volevo i pantaloni, regia di Maurizio Ponzi (1989)
- Grazie al cielo, c'è Totò, regia di Stefano Pomilia (1991)
- Nessuno mi crede, regia di Anna Carlucci (1992)
- Cari fottutissimi amici, regia di Mario Monicelli (1994)
- La casa rosa, regia di Vanna Paoli (1995)
- Encantado, regia di Corrado Colombo (2001)
- Goodbye Mama, regia di Michelle Bonev (2010)

### Televisione
- Gli indifferenti, regia di Mauro Bolognini – miniserie TV (1988)
- I promessi sposi, regia di Salvatore Nocita – miniserie TV (1989)
- Un cane sciolto, regia di Giorgio Capitani – miniserie TV (1990)
- Testimone oculare, regia di Lamberto Bava – film TV (1990)
- Fantaghirò, regia di Lamberto Bava – miniserie TV (1991)
- Il cielo non cade mai, regia di Giovanni Ricci – miniserie TV, episodi 1x01-1x02-1x03 (1992)
- Fantaghirò 2, regia di Lamberto Bava – miniserie TV (1992)
- Passioni, regia di Fabrizio Costa – serial TV (1993)
- Un amore rubato, regia di Rodolfo Roberti – miniserie TV (1993)
- In nome della famiglia, regia di Vincenzo  Verdecchi – soap opera (1997)
- Incantesimo – soap opera (1999)
- Mai con i quadri, regia di Mario Caiano – miniserie TV (1999)
- Un colpo al cuore, regia di Alessandro Benvenuti – film TV (2000)
- Il bello delle donne – serie TV, 11 episodi (2001-2002)
- Cuori rubati – soap opera (2002)
- L'onore e il rispetto – serie TV (2006)
- CentoVetrine – soap opera (2008-2010)
- R.I.S. Roma - Delitti imperfetti – serie TV, episodio 2x19 (2011)
- Un posto al sole – soap opera (2012-2014)
- Speravo de morì prima, regia di Luca Ribuoli – miniserie TV, episodio 3 (2021)

## Doppiatori italiani
- Fabrizio Pucci in Fantaghirò
- Gioacchino Maniscalco in Fantaghirò 2